# Houdini (album)
 Houdini – piąty album studyjny zespołu Melvins wydany w 1993 roku przez wytwórnię Atlantic Records. 

## Lista utworów
1. "Hooch" 2:51
2. "Night Goat" 4:41
3. "Lizzy" 4:43
4. "Going Blind" 4:32
5. "Honey Bucket" 3:01
6. "Hag Me" 7:06
7. "Set Me Straight" 2:25
8. "Sky Pup" 3:50
9. "Joan of Arc" 3:36
10. "Teet" 2:51
11. "Copache" 2:07
12. "Pearl Bomb" 2:45
13. "Spread Eagle Beagle" 10:13

## Twórcy
- Buzz Osborne – wokal, gitara
- Dale Crover – perkusja
- Lori Black – gitara basowa
- Billy Anderson – inżynier, bas, mixer
- Wolf Kesseler – inżynier
- GGGarth Richardson – mixer
- Joe Marquez – inżynier
- Kurt Cobain – producent piosenek 1, 7, 8, 9, 12 i 13, gitara w piosence 8, instrumenty perkusyjne w piosence 1 i 13
- Jonathan Burnside – inżynier
- Lou Oribin – inżynier
- Tom Doty – inżynier
- Barrett Jones – inżynier
- Bill Bartell – gitara basowa w piosence 13
- Mike Supple – instrumenty perkusyjne w piosence 13
- Don Lewis – zdjęcia
- Frank Kozik – dyrektor artystyczny, ilustracje
- Valerie Wagner – dyrektor artystyczny, projekt